# BK Dnipro
Basketbolnyj kloeb Dnipro (Oekraïens: баскетбольный клуб "Дніпро") is een Oekraïense professionele basketbalclub uit Dnipro. De club speelde zijn thuiswedstrijden in het DS Meteor voor 5.600 toeschouwers.

## Geschiedenis
De club is opgericht in 2003. Dnipro won het landskampioenschap van Oekraïne in 2016, 2020, 2024 en 2025 en werd zeven keer bekerwinnaar van Oekraïne in 2011, 2016, 2017, 2018, 2019, 2024 en 2025.

## Erelijst
- Landskampioen Oekraïne: 4
  - Winnaar: 2016, 2020, 2024, 2025
  - Tweede: 2015, 2018, 2023
  - Derde: 2017

- Bekerwinnaar Oekraïne: 7
  - Winnaar: 2011, 2016, 2017, 2018, 2019, 2024, 2025
  - Runner-up: 2015, 2020

- Supercup winnaar Oekraïne: 2
  - Winnaar: 2018, 2019

## Bekende (oud)-coaches
- Valdemaras Chomičius (2012-2015)

## Bekende (oud)-spelers
- Patrick Beverley